# Аренсбург (Њемачка)
Аренсбург (њем. Ahrensburg) град је у њемачкој савезној држави Шлезвиг-Холштајн. Једно је од 55 општинских средишта округа Штормарн. Према процјени из 2010. у граду је живјело 30.907 становника. Посједује регионалну шифру (AGS) 1062001, NUTS (DEF0F) и LOCODE (DE AHR) код.

## Географија
Аренсбург се налази у савезној држави Шлезвиг-Холштајн у округу Штормарн. Град се налази на надморској висини од 42 метра. Површина општине износи 35,3 km².

## Становништво
У самом граду је, према процјени из 2010. године, живјело 30.907 становника. Просјечна густина становништва износи 876 становника/km².

## Међународна сарадња
| Мјесто               | Држава   | Врста сарадње | Од    |
| -------------------- | -------- | ------------- | ----- |
| Виљанди              | Естонија | партнерство   | 1989. |
| Есплугес де Љобрегат | Шпанија  | партнерство   | 1988. |
| Фелдкирхен           | Аустрија | пријатељство  | 2000. |
| Извор                |          |               |       |